# Новый (Новокузнецкий район)
Но́вый — посёлок в Новокузнецком районе Кемеровской области. Входит в состав Сосновского сельского поселения.

## География
Центральная часть населённого пункта расположена на высоте 387 м над уровнем моря.

## Население
| 2010 |
| ---- |
| 13   |

### Половой состав
По данным Всероссийской переписи населения 2010 года, в посёлке Новый проживало 13 человек (7 мужчин, 6 женщин).